# Atlético Balboa
Club Deportivo Atlético Balboa – salwadorski klub piłkarski z siedzibą w mieście La Unión, stolicy departamentu La Unión. Funkcjonował w latach 1950–2011 i 2021–2024. Domowe mecze rozgrywał na obiekcie Estadio Marcelino Imbers.

## Osiągnięcia

### Krajowe
Primera División:
- Wicemistrzostwo – 2004

Copa Presidente:
- Finalista – 2005

## Historia
Klub został założony w 1950 roku w dzielnicy El Quebrachal miasta La Unión przez grupę kilkunastu przyjaciół, którzy występowali wówczas w lokalnym zespole baseballowym. Otrzymał nazwę od panamskiej monety balboa, którą miał wówczas przy sobie jeden z założycieli. Początkowo klub występował w białych koszulkach z zielonym ukośnym pasem, a następnie czarno-czerwone i czerwone barwy.
W 2000 roku Atlético Balboa po raz pierwszy w historii awansował do najwyższej ligi salwadorskiej, pokonując w finale drugiej ligi zespół Isidro Metapán. Największe sukcesy wywalczył po kilku latach: w jesiennym sezonie Apertura 2004 zdobył wicemistrzostwo Salwadoru, przegrywając w finale z FAS (0:0, 3:4 w serii rzutów karnych), natomiast w 2005 roku wygrał krajowy puchar Copa Presidente, kiedy to pokonał w finale Nacional 1906 (2:0). Pierwszy pobyt Atlético Balboa w salwadorskiej Primera División miał miejsce w latach 2000–2006, po czym zmagający się z problemami finansowymi i organizacyjnymi zespół spadł do drugiej ligi.
W 2008 roku klub ponownie awansował do Primera División, pokonując w finale drugiej ligi Juventud Independiente (1:0). Występował w najwyższej klasie rozgrywkowej przez kolejne trzy lata, po czym w 2011 roku został wykluczony z rozgrywek przez Salwadorski Związek Piłki Nożnej ze względu na problemy finansowe i zakończył działalność. W 2012 roku w mieście powstał klub Ciclón del Golfo, kontynuator tradycji Atlético Balboa, który przystąpił do drugiej ligi salwadorskiej.
W 2021 roku Atlético Balboa został reaktywowany i dołączył do rozgrywek trzeciej ligi. Rok później wykupił licencję drugoligowego CD Aspirante i tym samym przystąpił do drugiej ligi salwadorskiej. W 2024 roku wycofał się jednak z drugiej ligi ze względu na brak wystarczających środków finansowych.